# Murielle Ahouré-Demps
Murielle Ahouré-Demps (ur. 23 sierpnia 1987 w Abidżanie) – reprezentująca Wybrzeże Kości Słoniowej lekkoatletka specjalizująca się w biegach sprinterskich.
Ukończyła prawo kryminalne w Uniwersytecie w Miami. Jej ojciec jest szefem sztabu armii Wybrzeża Kości Słoniowej.
Pierwszy międzynarodowy sukces odniosła w 2012 zostając halową wicemistrzynią świata w biegu na 60 metrów. Finalistka biegów na 100 i 200 metrów podczas igrzysk olimpijskich w Londynie. W 2013 zdobyła dwa srebrne medale mistrzostw świata w Moskwie. Srebrna medalistka halowych mistrzostw świata w Sopocie (2014). W tym samym roku zdobyła złoto na 200 oraz srebro na 100 metrów podczas mistrzostw Afryki w Marrakeszu. W 2017 zajęła czwarte miejsce w finale biegu na 100 metrów w mistrzostwach świata w Londynie.

## Osiągnięcia
| Rok  | Impreza                   | Miejsce        | Konkurencja        | Pozycja    | Wynik |
| ---- | ------------------------- | -------------- | ------------------ | ---------- | ----- |
| 2012 | Halowe mistrzostwa świata | Stambuł        | bieg na 60 m       | 2. miejsce | 7,04  |
| 2012 | Igrzyska olimpijskie      | Londyn         | bieg na 100 m      | 7. miejsce | 11,00 |
| 2012 | Igrzyska olimpijskie      | Londyn         | bieg na 200 m      | 6. miejsce | 22,57 |
| 2013 | Mistrzostwa świata        | Moskwa         | bieg na 100 m      | 2. miejsce | 10,93 |
| 2013 | Mistrzostwa świata        | Moskwa         | bieg na 200 m      | 2. miejsce | 22,32 |
| 2014 | Halowe mistrzostwa świata | Sopot          | bieg na 60 m       | 2. miejsce | 7,01  |
| 2014 | Mistrzostwa Afryki        | Marrakesz      | bieg na 100 m      | 2. miejsce | 11,03 |
| 2014 | Mistrzostwa Afryki        | Marrakesz      | bieg na 200 m      | 1. miejsce | 22,36 |
| 2015 | Mistrzostwa świata        | Pekin          | bieg na 100 m      | półfinał   | 10,98 |
| 2016 | Mistrzostwa Afryki        | Durban         | bieg na 100 m      | 1. miejsce | 10,99 |
| 2016 | Mistrzostwa Afryki        | Durban         | sztafeta 4 × 100 m | 3. miejsce | 44,29 |
| 2016 | Igrzyska olimpijskie      | Rio de Janeiro | bieg na 100 m      | półfinał   | 11,01 |
| 2016 | Igrzyska olimpijskie      | Rio de Janeiro | bieg na 200 m      | półfinał   | 22,59 |
| 2017 | Mistrzostwa świata        | Londyn         | bieg na 100 m      | 4. miejsce | 10,98 |
| 2018 | Halowe mistrzostwa świata | Birmingham     | bieg na 60 m       | 1. miejsce | 6,97  |
| 2019 | Mistrzostwa świata        | Doha           | bieg na 100 m      | 5. miejsce | 11,02 |
| 2021 | Igrzyska olimpijskie      | Tokio          | bieg na 100 m      | półfinał   | 11,28 |
| 2022 | Mistrzostwa świata        | Eugene         | bieg na 100 m      | półfinał   | 11,25 |
| 2023 | Mistrzostwa świata        | Budapeszt      | bieg na 100 m      | eliminacje | 11,29 |
| 2023 | Mistrzostwa świata        | Budapeszt      | sztafeta 4 × 100 m | –          | DNF   |
| 2024 | World Athletics Relays    | Nassau         | sztafeta 4 × 100 m | repasaże   | 42,63 |
| 2024 | Igrzyska olimpijskie      | Paryż          | sztafeta 4 × 100 m | eliminacje | DQ    |

## Rekordy życiowe
- bieg na 60 metrów (hala) – 6,97 s (2 marca 2018, Birmingham) rekord Afryki, 9. wynik w historii światowej lekkoatletyki
- bieg na 100 metrów – 10,78 s (11 czerwca 2016, Montverde) były rekord Afryki
- bieg na 200 metrów – 22,24 s (19 lipca 2013, Monako)

25 sierpnia 2023 w Budapeszcie iworyjska sztafeta 4 × 100 metrów z Ahouré-Demps na pierwszej zmianie wynikiem 41,90 s ustanowiła aktualny rekord Afryki w tej konkurencji.